# 陳達情
陳達情（？—？），字朝徹，號丹丘，直隶大名府元城县人，明朝政治人物。

## 生平
崇祯三年（1630年）庚午科举人，十三年庚辰科进士，户部观政。本年授湖州府推官，十五年浙江同考，十六年考察，十七年調補紹興府推官。清军多铎入浙江，降清，顺治二年（1645年）十二月授为浙江按察使司佥事、管分守宁绍台道参议事，後轉投南明魯王監國政權，郑遵谦起兵反清，卒于王事。